# 문명화된 다섯 부족

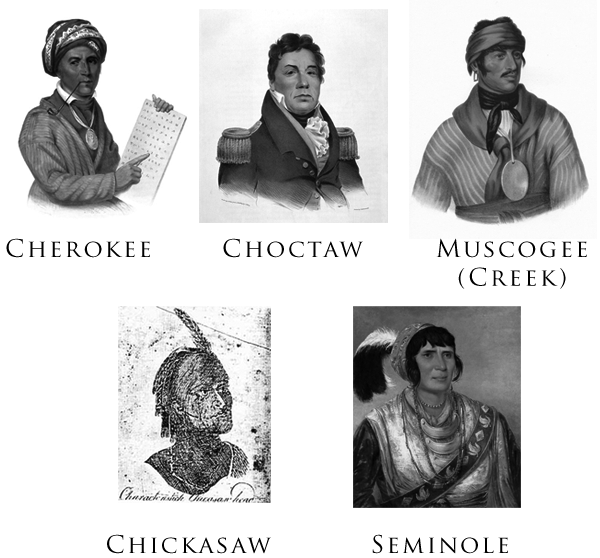
문명화된 다섯 부족의 사진. 위 초상화는 1775년에서 1850년 사이에 그려졌다.

문명화된 다섯 부족(Five Civilized Tribes)은 체로키족, 치카소족, 촉토족, 머스코기족(크리크족), 세미놀족의 다섯 미국 원주민 부족을 가리키는 말이다.

## 개요
이 부족들은 농장제도와 노예제도를 포함한 백인 정착민들의 제도를 그대로 채택하고 백인과 좋은 관계를 유지했다는 이유로 백인 사회에 의해 "문명화된 부족"이라고 여겨졌다. 그러나, 문명화된 다섯 부족들 역시 자신들의 터전인 미시시피강 동쪽의 미국 남동부에서 쫓겨나 오클라호마 등지로 강제 이주 당하였다.
1830년 이 부족들은 앤드류 잭슨 대통령의 《인디언 이주법》(Indian Removal Act)에 따른 일련의 강제 이주 정책에 의해 그들의 고향인 미시시피강 동쪽에서 쫓겨나 현재 오클라호마 동부에 있던 인디언 준주까지 걸어서 이동했다. 그 중에서도 가장 악명 높은 강제 이주는 체로키 족의 "눈물의 여정"이었다.
1861년 시작된 남북 전쟁 중 이 다섯 부족은 지지할 세력을 두고 분열하였다. 촉토족과 치카소족은 주로 미국연합(남군)에 붙어 싸웠고, 머스코기족, 세미놀족, 체로키족은 미국 연방군(북군)과 남군을 지지하는 계파로 분열되었다. 특히 체로키족은 남군에 붙은 세력과 북군에 붙은 세력 사이에서 동족 간의 싸움까지 벌였다.
1907년 오클라호마 준주와 인디언 준주가 오클라호마주로 합병되었다. 문명화된 다섯 부족은 오늘날에도 그 존재가 남아 있다. 미국 원주민들, 특히 이들 부족 외 다른 부족 사람들은 "문명화된 다섯 부족"이라는 말을 인종 차별적인 것으로 간주하고 있다. "문명화된"이라는 말은 미국 원주민이 야만적이었다는 의미를 내포하므로, 미국 원주민 부족들이 함께 토론을 할 때에는 "문명화된"이라는 표현은 피하고 "대부족"이라는 단어를 쓴다.

## 같이 보기
- 골드 러시